# 2025 у легкій атлетиці
Найбільшим легкоатлетичним змаганням у 2025 стане Чемпіонат світу в Токіо.

## Найбільші змагання

### Глобальні
- Чемпіонат світу з легкої атлетики 2025
- Чемпіонат світу з легкої атлетики в приміщенні 2025
- Чемпіонат світу з шосейного бігу 2025 — скасований[1]
- Чемпіонат світу з гірського та трейлового бігу 2025
- Світові легкоатлетичні естафети 2025
- Легка атлетика на Літній універсіаді 2025
- Діамантова ліга 2025
- Світовий легкоатлетичний тур у приміщенні 2025

### Європи
- Чемпіонат Європи з легкої атлетики в приміщенні 2025
- Чемпіонат Європи з кросу 2025
- Чемпіонат Європи з шосейного бігу 2025
- Командний чемпіонат Європи з легкої атлетики 2025
- Чемпіонат Європи з легкої атлетики серед молоді 2025
- Чемпіонат Європи з легкої атлетики серед юніорів 2025
- Кубок Європи з бігу на 10000 метрів 2025
- Кубок Європи з метань 2025
- Командний чемпіонат Європи зі спортивної ходьби 2025

### Інші континентальні
- Чемпіонат Південної Америки з легкої атлетики 2025
- Чемпіонат Азії з легкої атлетики 2025
- Чемпіонат Північної і Центральної Америки та країн Карибського басейну з легкої атлетики 2025
- Чемпіонат Південної Америки з легкої атлетики в приміщенні 2025

### Українські
- Чемпіонат України з легкої атлетики 2025
- Чемпіонат України з легкої атлетики в приміщенні 2025

## Нагороди

### Чоловіки
| Нагорода                      | Атлет | Примітки |
| ----------------------------- | ----- | -------- |
| Легкоатлет року в світі       |       |          |
| Зірка, яка сходить, у світі   |       |          |
| Легкоатлет року в Європі      |       |          |
| Зірка, яка сходить, в Європі  |       |          |
| Найкращий легкоатлет України  |       |          |
| Зірка, яка сходить, в Україні |       |          |

### Жінки
| Нагорода                      | Атлетка | Примітки |
| ----------------------------- | ------- | -------- |
| Легкоатлетка року в світі     |         |          |
| Зірка, яка сходить, у світі   |         |          |
| Легкоатлетка року в Європі    |         |          |
| Зірка, яка сходить, в Європі  |         |          |
| Найкраща легкоатлетка України |         |          |
| Зірка, яка сходить, в Україні |         |          |

## Рекорди
Нижче наводитимуться світові, європейські та українські рекорди та вищі досягнення, встановлені впродовж 2025 спортсменами у віковій групі дорослих.

### Чоловіки

#### Світові рекорди
| Категорія | Дисципліна                                        | Результат    | Атлет               | Дата  | Місто          | Примітки      |
| --------- | ------------------------------------------------- | ------------ | ------------------- | ----- | -------------- | ------------- |
| WR        | біг на 1 милю (коротка доріжка)                   | 3.46,63 (i)  | Яред Нугусе         | 08.02 | Нью-Йорк       | [ 2 ]         |
| WR        | біг на 3000 метрів (коротка доріжка)              | 7.22,91 (i)  | Грант Фішер         | 08.02 | Нью-Йорк       | [ 2 ]         |
| WR        | біг на 1500 метрів (коротка доріжка)              | 3.29,63+ (i) | Якоб Інгебрігтсен   | 13.02 | Льєвен         | [ 3 ] [ 4 ]   |
| WR        | біг на 1 милю (коротка доріжка)                   | 3.45,14 (i)  | Якоб Інгебрігтсен   | 13.02 | Льєвен         | [ 3 ] [ 4 ]   |
| WR        | біг на 5000 метрів (коротка доріжка)              | 12.44,09 (i) | Грант Фішер         | 14.02 | Бостон         | [ 5 ]         |
| WR        | спортивна ходьба на 20 кілометрів                 | 1:16.10      | Яманісі Тосікадзу   | 16.02 | Кобе           | [ 6 ]         |
| WR        | напівмарафон                                      | 56.42        | Джейкоб Кіплімо     | 16.02 | Барселона      | [ 7 ]         |
| WR        | спортивна ходьба на 5000 метрів (коротка доріжка) | 17.55,65 (i) | Франческо Фортунато | 22.02 | Анкона         | [ 8 ] [ 9 ]   |
| WR        | стрибки з жердиною                                | 6,27 (i)     | Арман Дюплантіс     | 28.02 | Клермон-Ферран | [ 10 ] [ 11 ] |
| WR        | спортивна ходьба на 35 кілометрів (шосе)          | 2:21.40      | Еван Данфі          | 22.03 | Дудінце        | [ 12 ]        |
| WR        | метання диска                                     | 74,89        | Міколас Алекна      | 13.04 | Рамона         | [ 13 ]        |
| WR        | метання диска                                     | 75,56        | Міколас Алекна      | 13.04 | Рамона         | [ 13 ]        |
| WB        | біг на 300 метрів з бар'єрами                     | 33,05        | Карстен Варгольм    | 26.04 | Сямень         | [ 14 ]        |
| WB        | біг на 200 метрів з бар'єрами (по прямій)         | 21,85        | Алісон дус Сантус   | 17.05 | Атланта        | [ 15 ]        |
| WR        | спортивна ходьба на 35 кілометрів (шосе)          | 2:20.43      | Массімо Стано       | 18.05 | Подєбради      | [ 16 ] [ 17 ] |
| WB        | біг на 300 метрів з бар'єрами                     | 32,67        | Карстен Варгольм    | 12.06 | Осло           | [ 18 ]        |
| WR        | стрибки з жердиною                                | 6,28         | Арман Дюплантіс     | 15.06 | Стокгольм      | [ 19 ] [ 20 ] |
| WR        | стрибки з жердиною                                | 6,29         | Арман Дюплантіс     | 12.08 | Будапешт       | [ 21 ] [ 22 ] |

#### Рекорди Європи
| Категорія | Дисципліна                                        | Результат    | Атлет               | Дата  | Місто          | Примітки      |
| --------- | ------------------------------------------------- | ------------ | ------------------- | ----- | -------------- | ------------- |
| ER        | біг на 10 кілометрів (шосе)                       | 26.53        | Андреас Альмгрен    | 12.01 | Валенсія       | [ 23 ]        |
| EB        | біг на 600 метрів (коротка доріжка)               | 1.14,92 (i)  | Еліот Крестан       | 25.01 | Лувен-ла-Нев   | [ 24 ]        |
| ER        | семиборство (коротка доріжка)                     | 6484 (i)     | Сандер Скотхейм     | 02.02 | Таллінн        | [ 25 ]        |
| ER        | біг на 1500 метрів (коротка доріжка)              | 3.29,63+ (i) | Якоб Інгебрігтсен   | 13.02 | Льєвен         | [ 3 ] [ 4 ]   |
| ER        | біг на 1 милю (коротка доріжка)                   | 3.45,14 (i)  | Якоб Інгебрігтсен   | 13.02 | Льєвен         | [ 3 ] [ 4 ]   |
| ER        | біг на 5000 метрів (коротка доріжка)              | 12.54,92 (i) | Джиммі Грессьє      | 14.02 | Бостон         | [ 5 ] [ 26 ]  |
| ER        | спортивна ходьба на 5000 метрів (коротка доріжка) | 17.55,65 (i) | Франческо Фортунато | 22.02 | Анкона         | [ 8 ] [ 9 ]   |
| ER        | стрибки з жердиною                                | 6,27 (i)     | Арман Дюплантіс     | 28.02 | Клермон-Ферран | [ 10 ] [ 11 ] |
| ER        | семиборство (коротка доріжка)                     | 6558 (i)     | Сандер Скотхейм     | 08.03 | Апелдорн       | [ 27 ]        |
| ER        | біг на 5 кілометрів (шосе)                        | 12.57        | Джиммі Грессьє      | 16.03 | Лілль          | [ 28 ]        |
| ER        | метання диска                                     | 74,89        | Міколас Алекна      | 13.04 | Рамона         | [ 13 ]        |
| ER        | метання диска                                     | 75,56        | Міколас Алекна      | 13.04 | Рамона         | [ 13 ]        |
| EB        | спортивна ходьба на 10000 метрів                  | 37.33,03     | Массімо Стано       | 13.04 | Прато          | [ 29 ]        |
| EB        | біг на 300 метрів з бар'єрами                     | 33,05        | Карстен Варгольм    | 26.04 | Сямень         | [ 14 ]        |
| ER        | спортивна ходьба на 35 кілометрів (шосе)          | 2:20.43      | Массімо Стано       | 18.05 | Подєбради      | [ 16 ] [ 17 ] |
| EB        | біг на 300 метрів з бар'єрами                     | 32,67        | Карстен Варгольм    | 12.06 | Осло           | [ 18 ]        |
| ER        | стрибки з жердиною                                | 6,28         | Арман Дюплантіс     | 15.06 | Стокгольм      | [ 19 ] [ 20 ] |
| ER        | біг на 5000 метрів                                | 12.44,27     | Андреас Альмгрен    | 15.06 | Стокгольм      | [ 30 ]        |
| ER        | стрибки з жердиною                                | 6,29         | Арман Дюплантіс     | 12.08 | Будапешт       | [ 21 ] [ 22 ] |

#### Рекорди України
| Категорія | Дисципліна                               | Результат    | Атлет               | Дата  | Місто     | Примітки |
| --------- | ---------------------------------------- | ------------ | ------------------- | ----- | --------- | -------- |
| NIR       | біг на 5000 метрів (у приміщенні)        | 13.37,08 (i) | Ілля Кунін          | 14.02 | Бостон    |          |
| NIR       | біг на 400 метрів (у приміщенні)         | 46,32 (i)    | Олександр Погорілко | 07.03 | Апелдорн  | [ 31 ]   |
| NR        | спортивна ходьба на 35 кілометрів (шосе) | 2:30.00      | Сергій Світличний   | 18.05 | Подєбради | [ 32 ]   |
| NR        | біг на 400 метрів                        | 44,81        | Олександр Погорілко | 27.06 | Мадрид    | [ 33 ]   |

### Жінки

#### Світові рекорди
| Категорія | Дисципліна                              | Результат | Атлетка             | Дата  | Місто         | Примітки |
| --------- | --------------------------------------- | --------- | ------------------- | ----- | ------------- | -------- |
| WR        | біг на 10 кілометрів (шосе, суто жінки) | 29.27     | Агнес Джебет Нгетіч | 26.04 | Герцогенаурах | [ 34 ]   |
| WR        | марафонський біг (шосе, суто жінки)     | 2:15.50   | Тігст Ассефа        | 27.04 | Лондон        | [ 35 ]   |
| WB        | біг на 150 метрів (по прямій)           | 15,85     | Фейвор Офілі        | 17.05 | Атланта       | [ 15 ]   |
| WR        | біг на 5000 метрів                      | 13.58,06  | Беатріс Чебет       | 05.07 | Юджин         | [ 36 ]   |
| WR        | біг на 1500 метрів                      | 3.48,68   | Фейт Кіп'єгон       | 05.07 | Юджин         | [ 36 ]   |

#### Рекорди Європи
| Категорія | Дисципліна                           | Результат | Атлетка           | Дата  | Місто    | Примітки |
| --------- | ------------------------------------ | --------- | ----------------- | ----- | -------- | -------- |
| ER        | біг на 5 кілометрів (шосе, змішаний) | 14.39     | Діане ван Ес      | 09.02 | Фонв'єй  | [ 37 ]   |
| ER        | біг на 60 метрів з бар'єрами         | 7,67      | Дітаджі Камбунджі | 07.03 | Апелдорн | [ 38 ]   |
| ER        | біг на 5 кілометрів (шосе, змішаний) | 14.32     | Надя Баттоклетті  | 03.05 | Токіо    | [ 39 ]   |

#### Рекорди України
| Категорія | Дисципліна                                     | Результат    | Атлетка            | Дата  | Місто     | Примітки |
| --------- | ---------------------------------------------- | ------------ | ------------------ | ----- | --------- | -------- |
| NIR       | спортивна ходьба на 5000 метрів (у приміщенні) | 20.40,40 (i) | Людмила Оляновська | 25.01 | Київ      | [ 40 ]   |
| NIR       | спортивна ходьба на 5000 метрів (у приміщенні) | 20.26,26 (i) | Людмила Оляновська | 21.02 | Київ      | [ 41 ]   |
| NB        | 12-годинний біг (шосе)                         | 144 488 м    | Марина Радько      | 04.05 | Вінниця   | [ 42 ]   |
| NR        | спортивна ходьба на 35 кілометрів (шосе)       | 2:42.41      | Ганна Шевчук       | 18.05 | Подєбради | [ 32 ]   |

### Змішані дисципліни

#### Світові рекорди
| Категорія | Дисципліна | Результат | Атлети | Дата | Місто | Примітки |
| --------- | ---------- | --------- | ------ | ---- | ----- | -------- |
| WR        |            |           |        |      |       |          |

#### Рекорди Європи
| Категорія | Дисципліна | Результат | Атлети | Дата | Місто | Примітки |
| --------- | ---------- | --------- | ------ | ---- | ----- | -------- |
| ER        |            |           |        |      |       |          |

#### Рекорди України
| Категорія | Дисципліна | Результат | Атлети | Дата | Місто | Примітки |
| --------- | ---------- | --------- | ------ | ---- | ----- | -------- |
| NR        |            |           |        |      |       |          |

## Завершили кар'єру
| Завершили кар'єру | Вік | Дата | Посилання | Примітки |
| ----------------- | --- | ---- | --------- | -------- |
|                   |     |      |           |          |

## Пішли з життя
| Пішли з життя       | Вік      | Дата  | Посилання | Примітки                                                      |
| ------------------- | -------- | ----- | --------- | ------------------------------------------------------------- |
| Фред Ньюгаус        | 76 років | 20.01 | [ 43 ]    | срібний олімпійський призер з естафети 4×400 метрів (1976)    |
| Грег Белл           | 94 роки  | 25.01 | [ 44 ]    | олімпійський чемпіон зі стрибків у довжину (1956)             |
| Геннадій Горбенко   | 49 років | 28.03 | [ 45 ]    | олімпійський фіналіст з бігу на 400 метрів з бар'єрами (2000) |
| Наталія Шиколенко   | 60 років | 15.05 | [ 46 ]    | чемпіонка світу з метання спису (1995)                        |
| Олександр Лисичонок | 66 років | 10.07 | [ 47 ]    | чемпіон та рекордсмен УРСР з потрійного стрибку               |
| Віктор Бураков      | 70 років | 24.07 | [ 48 ]    | олімпійський чемпіон з естафетного бігу 4х400 метрів (1980)   |